# Jeff Kimmel
Jeff Kimmel (* um 1985) ist ein US-amerikanischer Jazzmusiker (Klarinette, Bassklarinette, Komposition), der in der Musikszene Chicagos aktiv ist.

## Leben und Wirken
Kimmel studierte am New England Conservatory of Music, an dem er den Bachelor in Jazz Performance erwarb, und arbeitete ab den späten 2000er-Jahren in der Chicagoer Jazz- und Improv-Szene u. a. im The Lightbox Orchestra unter Leitung von Fred Lonberg-Holm, im Duo mit Peter Maunu sowie im Trio mit David Moré und Jacob Wick (Tilting, 2011) und 2012 im Trio mit Tim Stine und Anton Hatwich. 2011 legte er sein Debütalbum Charm Offensive (Ormolu Music) mit Eigenkompositionen vor, das er in Quartettbesetzung mit Keefe Jackson, Devin Hoff und Marc Riordan eingespielt hatte.
Um 2028 war Kimmel Mitglied von Keefe Jacksons Sextett Likely So, mit Jason Stein, Nick Mazzarella, Dave Rempis und Mars Williams; ferner spielte er im Trio mit Eli Namay (Bass) und Phil Sudderberg (Schlagzeug). 2021 legte er mit Ishmael Ali und Bill Harris das gemeinsame Album Flora Oblique vor.
Kimmel erhielt Stipendien des Atlantic Center for the Arts und des Chicago Department of Cultural Affairs. Er unterrichtet an der British International School of Music.